# Classe Flower (corvetta)
Le classe Flower furono una classe di 294 corvette prodotte nel Regno Unito ed in Canada durante la Seconda Guerra Mondiale. Furono ampiamente utilizzate per difendere i convogli alleati dalle incursioni dei sommergibili tedeschi, durante la Battaglia dell'Atlantico. 
Progettate per essere prodotte anche in cantieri navali di piccole dimensioni, le corvette classe Flower erano lente e poco armate, inoltre l'equipaggio era spesso costituito da riservisti ed ufficiali della Marina Mercantile. Nonostante ciò, si dismostratono navi robuste e contribuirono in modo decisivo a mantenere aperte le linee di rifornimento tra il Nord America e le isole britanniche per tutta la prima parte della Seconda Guerra Mondiale, prima di essere gradualmente affiancate da navi di scorta più grandi e sofisticate durante gli ultimi anni del conflitto. 
Molte di queste corvette furono assegnate o trasferite ad altre marine già durante la guerra: marina olandese, marina greca, marina della Francia libera, marina norvegese, marina indiana e US Navy. In particolare la seconda serie di corvette classe Flower, indicata anche come revised Flower, venne ribattezzata classe Action dalla United States Navy.

## Costruzione
Concepita da un progetto di baleniera adeguata alle tempeste dell'Atlantico Meridionale, si trattava di un vascello con fiancate rigonfie, senza svasatura, e prua quasi verticale, estremamente corta e tozza. Il castello era assai corto, l'albero era dietro alla plancia, sopra la quale arrivò ben presto il "gabbione" contenente l'antenna radar di scoperta Tipo 271. 
Un ecogoniometro era pure installato da qualche parte sotto lo scafo, perché vi era un locale per l'ASDIC, cioè come gli inglesi chiamavano il sonar. Il sistema ASDIC era composto da un trasduttore, contenuto in una cupola sotto la nave, che inviava un segnale acustico che tornava all'origine quando incontravano un oggetto sommerso, posto ad una distanza massima di circa 2700 m. Successivamente fu anche installato un Rivelatore di direzione ad alta frequenza, noto anche come huff-duff. La cupola poteva essere fissa, come nell'apparato Type 123 installato sulle corvette della classe.
Il motore era costituito da una motrice a triplice espansione, a vapore, da appena 2750 hp. La potenza era scaricata su di un unico asse, caso più unico che raro nel caso della Marina inglese. Pur non essendo tanto inferiore come dislocamento rispetto a quello della classe Black Swan, questa potenza dava solo 16 nodi di velocità massima per lo scafo.
L'armamento verteva su di un cannone Mk 10 da 101mm su di un 'podio' a prua, come su alcune corvette moderne, e alcune mitragliere contraeree, come mitragliere da 7,7, poi Oerlikon da 20mm sulle ali di plancia, e un impianto 'Pom-pom' a poppa, sostituito poi con una mitragliera da 20mm. Infine vi erano le bombe di profondità, in una tramoggia a poppa.

## Servizio
Si può ben immaginare quanto queste navi fossero necessarie nei bui giorni del 1940 e 1941. Ma sebbene queste unità fossero usate ampiamente, e con ragionevole profitto, non si dimostrarono del tutto adeguate, sebbene in questo caso la valutazione è alquanto controversa. Esse erano assai instabili sull'asse longitudinale, e imbarcavano acqua in condizioni di mare agitato, rendendo molto faticosa la vita agli equipaggi.
Non erano nemmeno molto veloci con i loro 16 nodi di velocità massima, ma erano affidabili e numerose, con una robustezza considerevole, e più in generale qualcosa che potesse essere schierato subito e in quantità anche se l'armamento e le dotazioni di scoperta ed apparati di comunicazione differivano nelle unità costruite in Gran Bretagna o in Canada. Fu grazie al valore degli equipaggi, quindi, più che a quello del materiale, che si riuscì a ridurre la minaccia ai convogli.
Ad esempio nel dicembre 1941, il convoglio HG-76 salpò da Gibilterra con destinazione Liverpool; esso era scortato dal 36º gruppo di supporto di sei corvette Flower al comando del capitano di corvetta Frederic John Walker, rinforzato dalla portaerei di scorta HMS Audacity, che imbarcava l'802nd Naval Air Squadron, e da tre corvette della Forza H. Il convoglio venne accanitamente difeso, ed anche se la Audacity venne affondata, anche gli U-Boot pagarono un pesante pedaggio.
Le perdite ammontarono a 31 esemplari, non molte per l'entità della guerra che queste combatterono.
Una di queste navi (la HMS Privet poi USS Prudent) fu acquistata dalla nel 1948 dalla Compagnia di Navigazione Toscana (che la ribattezzò Elbano) e successivamente passata alla Marina Militare Italiana che la impiegò come nave idrografica col nome di Staffetta. Fu sostituita da nave Ammiraglio Magnaghi, e radiata il 1º febbraio 1971.

## Nella cultura popolare
Questa classe di navi fu resa famosa dall'unità fittizia HMS Compass Rose (K 49) protagonista del libro inglese The Cruel Sea, poi trasposto cinematograficamente nel film del 1953 chiamato nella sua versione italiana: Mare crudele.